# 米国作曲家作詞家出版者協会
米国作曲家作詞家出版者協会（American Society of Composers, Authors and Publishers）は、アメリカ合衆国における音楽の権利保護を目的とした非営利の演奏権管理団体である。英称のAmerican Society of Composers, Authors and Publishersを略し、「ASCAP（アスキャップ）」と呼ばれることがある。2007年8月時点で、およそ30万の音楽家が加盟している。アメリカ合衆国国内にある同様の団体は、放送音楽協会（BMI）と、欧州舞台作家作曲家協会（SESAC）が代表的である。 

## 概要
ASCAPは米国での、音楽やその他音楽に関連する著作物を保護するために、設立された。

## 歴史
1914年2月13日に、アメリカ合衆国ニューヨークでアービング・バーリン、オットー・ハーバーク、ジェームス・W・ジェンソン、ジェローム・カーン、ジョン・フィリップ・スーザの5人で発足された。